# Сімоцума

36°11′4″ пн. ш. 139°58′3″ сх. д. / 36.18444° пн. ш. 139.96750° сх. д.
Сімоцу́ма (яп. 下妻市, しもつまし, МФА: [ɕimot͡suma ɕi̥]) — місто в Японії, в префектурі Ібаракі.

## Короткі відомості
Розташоване в західній частині префектури. Виникло на основі середньовічного призамкового містечка періоду Камакура. В ранньому новому часі перетворилося на торговельний порт, що управлявся намісником сьоґунату Токуґава. Отримало статус міста 22 березня 2005 року. Основою економіки є сільське господарство, скотарство, рисівництво, вирощування японських груш, розведення свиней. Станом на 1 жовтня 2007 площа міста становила 80,88 км². Станом на 1 серпня 2008 населення міста становило 45 560 осіб.